# オエノンホールディングス
オエノンホールディングス株式会社（英: Oenon Holdings, Inc.）は、焼酎などの製造で知られる合同酒精株式会社（ごうどうしゅせい）を母体とする持株会社。東京証券取引所プライム市場上場。

## 概要
オエノングループは、神谷傳兵衛を創業者として位置づけている。東京浅草で酒場（のちの神谷バー）を経営していた神谷は、1900年に北海道旭川で日本酒精製造株式会社を創業、1903年に茨城県牛久にシャトーカミヤ（現在の牛久シャトー）を開いて酒類生産に乗り出した。1924年、北海道内で焼酎を製造していた他3社とともに合同酒精株式会社を設立した。
第二次世界大戦後は多くの酒類メーカーを買収して事業を拡大。2003年に持株会社制に移行、（旧）合同酒精株式会社がオエノンホールディングス株式会社に社名変更するとともに、事業部門を（新）合同酒精株式会社として分割した。「オエノン」は、全てを酒に変えるギリシャ神話の女神「オエノ」をバイオ技術の象徴とし、多角化（「オン」）を目指す意味としている。
2003年頃からの本格焼酎ブームに乗り、1992年に北海道の地焼酎として発売した紫蘇焼酎「鍛高譚」（たんたかたん）を全国的にヒットさせるなど、地道な商品展開でも知られている。
源流である北海道や、工場を置く青森県・静岡県などで地域限定商品を持つほか、九州大学農学研究院と芋焼酎『いも九』を共同開発し、製造している。

## 沿革

### 前史
創業者・神谷傳兵衛は、若いころに横浜でフランス人経営の酒類製造所で働いたことを契機に、ぶどう酒と酒精を生涯の事業とした人物である。1880年に東京府東京市浅草区浅草花川戸町（現・東京都台東区浅草）に「みかはや銘酒店」（のちの神谷バー）を開業した。
1900年、神谷傳兵衛は人見寧・雨宮綾太郎とともに、北海道旭川市に日本酒類製造株式会社を設立。ドイツからエタノールを製造する機械類（イルゲス式連続蒸留機など）を輸入し、技師も招いた。工場の稼働は1902年という。当初得られたアルコール92～93%で収率は悪かったが、日本で初めて90%以上のアルコールを生産したものと評価されている。ドイツ人技師の帰国後、関係者の苦心によって予定していた成果を得られたものの、税制上の不利（国産アルコールは輸入品よりも不利な制度であった）や設備・技術上の問題、馬鈴薯価格の高騰などの影響から、日本酒類製造株式会社は解散することとなった。1903年に神谷傳兵衛は、解散した日本酒類製造を引き継いで合資会社神谷酒造を設立する。税と価格の問題から、製品がさばけるようになったのは1904年からであった。神谷は、税収の確保と産業の振興の双方の観点をはかりつつ、業界を代表する形で行政と政治に対する交渉を行った。
神谷は旭川でジャガイモデンプン原料の低コストな焼酎生産を企図したが、当時の税制による規制で実現は遅れ、1919年の法改正でジャガイモ原料の焼酎生産が可能となった。

### 合同酒精の設立
1924年10月31日、北海道内の焼酎製造会社4社（神谷酒造株式会社旭川工場・東洋酒精醸造株式会社・北海道酒類株式会社・北海酒精株式会社）が合併し、北海道旭川市に合同酒精株式会社を設立。東洋酒精醸造・北海道酒類・北海酒精は、神谷に続きジャガイモデンプン原料焼酎の北海道内生産を企画した第一次世界大戦後の後発小規模メーカーであった。不況による3社の経営不振を銀行・酒類卸の介入により企業合同で対処しようとした矢先、神谷酒造が関東大震災で経営難に陥ったことから、神谷酒造も加えた4社合同で経営再建を図ったものである。

### 年表
- 1880年 - 神谷傳兵衛が東京・浅草に「みかはや銘酒店」を開業（後の神谷バー）[2]。
- 1881年 - 「蜂印香竄葡萄酒」を発売
- 1893年 - 「電気ブラン」を発売。
- 1900年 - 北海道旭川市に日本酒類製造株式会社を設立（後の合同酒精旭川工場）[2]。
- 1903年11月 - 神谷傳兵衛、日本酒類製造を引き継ぐ合資会社神谷酒造を設立[5]
- 1923年 - 関東大震災により神谷の東京側拠点は甚大な被害を受ける。
- 1924年10月31日 - 北海道内の焼酎製造会社4社（神谷酒造株式会社旭川工場・東洋酒精醸造株式会社・北海道酒類株式会社・北海酒精株式会社）が合併し、北海道旭川市に合同酒精株式会社を設立。
- 1936年 - 合同酒精、宝酒造、大日本酒類醸造[注釈 3]の3社で「協和会」を発足させる[5]。翌年法人化して日本共商（のちに協和発酵工業、現在の協和キリン）となる[5]。
- 1939年 - 梅酒「鶯宿梅」を発売。
- 1940年 - 浅草の株式会社神谷傳兵衛本店が、神谷酒造株式会社に改称[2]。
- 1946年 - 合同酒精株式会社が、東北アルコール工業株式会社を合併し、八戸工場とする（2013年廃止）[2]。
- 1948年 - 子会社として 旭商会株式会社を設立（1994年に牛久シャトーガーデンに商号変更）、シャトーカミヤ（のちの牛久シャトー）の営業開始[2]
- 1949年 - 合同酒精株式会社が、東京証券取引所に上場[2]。
- 1955年 - 合同酒精株式会社が、葵酒造株式会社を合併し、清水工場とする[2]。
- 1956年 - 合同酒精株式会社が、菊美酒造株式会社を合併し、東京工場とする[2]。
- 1960年
  - 3月 - 子会社として、旭川酒類容器株式会社を設立[2]。
  - 10月 - 合同酒精株式会社が、浅草の神谷酒造株式会社を合併し、吾妻橋洋酒工場とする[2]。
  - 10月 - 東京都中央区に東京事務所新社屋を建設[2]
- 1961年
  - 製菓用洋酒「ネプチューン」を発売。
- 12月 - 合同酒精株式会社が、太陽醸造株式会社を合併し、芝浦工場とする[2]。
- 1963年
  - 6月 - 本店所在地を北海道旭川市から東京都中央区に移転[2]。
  - 千葉県松戸市に新たな東京工場を建設。（旧）東京工場・吾妻橋洋酒工場・芝浦工場を集約する[2]。
- 1964年
  - 1月 - 東京工場敷地内に中央研究所を建設（現在の酵素医薬品研究所）[2]。
  - 3月 - 西宮酒精株式会社（1975年11月ゴードー興産株式会社に商号変更）の株式を取得し、西宮工場とする（2000年12月廃止）[2]。
- 1966年 - 清酒の生産を開始[8]。
- 1968年 - 株式会社サニーメイズを設立（現在は子会社）[2]。
- 1970年3月 - 八戸工場内に酵素工場を建設（現在は酵素医薬品工場）[2]。
- 1979年
  - 10月 - 子会社として、ゴードー倉庫株式会社を設立[2]。
  - 11月 - 子会社として、株式会社ワコーを設立[2]。
- 1986年 - 甲類焼酎「ビッグマン」を発売。
- 1991年 - 雪印乳業（後の雪印メグミルク）と提携を結ぶ[2]。
- 1992年 - 清酒「大雪乃蔵」[8]、しそ焼酎「鍛高譚」を発売。
- 1997年 - 子会社として、みちのく食品株式会社を設立[2]。
- 1998年
  - 6月 - 子会社として、株式会社大雪乃蔵を設立（2012年解散）[2]。
  - 11月 - 子会社として、株式会社ゴードーアセットコーポレーション（後の株式会社オエノンアセットコーポレーション）を設立[2]。
- 2000年 - 山信商事株式会社の株式を取得し傘下とする[2]。
- 2001年1月 - 福徳長酒類株式会社と子会社であった秋田県醗酵工業株式会社が同社の傘下に入る[2]。
- 2002年10月 - 子会社のゴードー倉庫株式会社とゴードー興産株式会社が合併し、ゴーテック株式会社に商号変更[2]。
- 2003年
  - 7月1日 - 持株会社制に移行。（旧）合同酒精株式会社はオエノンホールディングス株式会社に社名変更。同時に事業部門を（新）合同酒精株式会社として分割[2]。
  - 7月 - 富久娘酒造株式会社の株式を取得、グループ傘下に入る[2]。
- 2007年3月 - 北の誉酒造株式会社と子会社であった越の華酒造株式会社が傘下に入る[2]。
- 2016年1月 - 合同酒精株式会社が、北の誉酒造株式会社を吸収合併。
- 2018年
  - 1月 - 富久娘酒造株式会社が、オエノンプロダクトサポート株式会社に商号変更。
  - 12月 - 越の華酒造株式会社を解散。
- 2019年
  - 10月 - 合同酒精株式会社が、山信商事株式会社を吸収合併。
  - 11月 - 本社を東京都墨田区へ移転[2]。

## グループ企業

### 現在
- 合同酒精株式会社
- 福徳長酒類株式会社
- 秋田県醗酵工業株式会社
- オエノンプロダクトサポート株式会社
- 株式会社ワコー
- 株式会社サニーメイズ
- 株式会社オエノンアセットコーポレーション
- ゴーテック株式会社

### 過去
- 北の誉酒造株式会社
- 越の華酒造株式会社
- 山信商事株式会社

## 合同酒精の事業所
本社・東京支店
- 〒130-0005 東京都墨田区東駒形1-17-6

本店・関信越支店・東京工場
- 〒271-0064 千葉県松戸市上本郷字仲原250

北海道支社
- 〒060-0062 札幌市中央区南2条西10丁目1 オエノン北海道ビル

北東北支店・酵素医薬品工場
- 〒031-0072 青森県八戸市城下2-11-67

仙台支店
- 〒984-0047 仙台市若林区木ノ下2-2-15

横浜支店
- 〒231-0007 横浜市中区弁天通4-59 横浜弁天通第一生命ビル6F

静岡支店・清水工場
- 〒424-0035 静岡市清水区横砂南町2-1

名古屋支店
- 〒465-0092 名古屋市名東区社台3-5-2 オエノン名古屋事務所

大阪支店
- 〒657-0864 神戸市灘区新在家南町3-2-30 オエノン関西事務所

中四国支店
- 〒731-0137 広島市安佐南区山本1-9-7 オエノン広島事務所

福岡支店
- 〒810-0001 福岡市中央区天神3-9-25 東晴天神ビル3階

旭川工場
- 〒078-8334 北海道旭川市南4条通20-1955

苫小牧工場
- 〒059-1371 北海道苫小牧市字弁天1-11

## 合同酒精の主要商品
- 清酒
  - 富貴（旧合同酒精）
  - 大雪乃蔵
  - 北の誉（旧北の誉酒造）
- 合成清酒
  - 花の友（旧合同酒精）
  - 力正宗（旧東洋醸造→旭化成）
  - 元禄美人
- 甲類焼酎
  - ゴードー（旧合同酒精）
  - ビッグマン(旧合同酒精・主に北海道で販売)
- 乙類焼酎
  - きたのゆめ
  - おつな麦
  - ぴりか伝説
- 甲類乙類混和焼酎
  - 鍛高譚
  - すごむぎ
- チューハイ
  - 直球勝負
  - 瓶チュー
- 甘味果実酒
  - ハチブドー酒
  - 香竄葡萄酒
- ウイスキー
  - 香薫
  - 無銘
- リキュール
  - 電気ブラン
- 梅酒
  - 鶯宿梅
- 製菓用洋酒
  - ネプチューン
- 食品
  - 本みりん富貴

ほか

## 受賞歴
全国新酒鑑評会
平成14酒造年 - 29酒造年
- 「大雪乃蔵」金賞受賞 - 平成29年受賞

## CM出演者
- 北島三郎
- 尾崎紀世彦
- 高橋英樹
- 千葉真一
- 田代まさし
- 時任三郎
- アン・ルイス
- 反町隆史
- 江川有未
- 松尾諭
- リーチマイケル
- 西永裕司（代表取締役社長）

## 提供番組
現在
- ヒロシのぼっちキャンプ（BS-TBS）

過去
- 若さで行こう（日本テレビ系列、一社提供）
- おじいちゃま!!ハイ!（日本テレビ系列、一社提供）
- 今週のヒット速報→ゴールデン歌謡速報（フジテレビ系列）
- 爆笑ゴールデンショー（フジテレビ系列）
- 金曜ファミリーランド（フジテレビ系列）
- 土曜夜8時枠時代劇（テレビ朝日系列）

ほか